# Scaphula pinna
Scaphula pinna is een tweekleppigensoort uit de familie van de Arcidae. De wetenschappelijke naam van de soort is voor het eerst geldig gepubliceerd in 1856 door Benson.